# Predrag Ranđelović
Predrag Ranđelović (serbisk kyrilliska: Предраг Ранђеловић, makedonska: Предраг Ранѓеловиќ), född 20 mars 1990 i Niš, Jugoslavien (nuvarande Serbien), är en serbisk-makedonsk fotbollsspelare (mittfältare) som spelar för Utsiktens BK.

## Karriär
I februari 2018 värvades Ranđelović av IFK Värnamo, där han skrev på ett tvåårskontrakt. I december 2018 värvades Ranđelović av Gais, där han skrev på ett tvåårskontrakt.
I december 2020 värvades Ranđelović av Utsiktens BK, där han skrev på ett tvåårskontrakt. I november 2022 förlängde Ranđelović sitt kontrakt med ett år. I januari 2024 förlängde han återigen sitt kontrakt med ett år.